# Suore della carità di Seton Hill
Le Suore della Carità di Seton Hill (in inglese Sisters of Charity of Seton Hill) sono un istituto religioso femminile di diritto pontificio: i membri di questa congregazione pospongono al loro nome la sigla S.C.

## Storia
La congregazione trae le sue origini dalle Suore della Carità fondate nel 1809 a Emmitsburg, nel Maryland, da Elizabeth Ann Bayley Seton (1774-1821).
Il 20 agosto 1870, su invito del vescovo di Pittsburgh Miguel Domenec, una comunità di cinque Suore della Carità di Cincinnati, guidata da Aloysia Lowe (1835-1889), aprì una casa ad Altoona, in Pennsylvania: le suore assunsero la direzione delle scuole parrocchiali della regione e presero ad assistere gli infermi negli ospedali. La sede della comunità nel 1882 venne trasferita nella tenuta di Seton Hill, presso Greensburg, da cui le suore presero il nome.
Le Suore della Carità di Seton Hill si resero indipendenti dalla congregazione di Cincinnati nel 1888: ricevettero il pontificio decreto di lode il 20 dicembre 1948 e nel 1957 le loro costituzioni vennero approvate definitivamente dalla Santa Sede.

## Attività e diffusione
Le Suore della Carità di Seton Hill si dedicano all'istruzione ed educazione cristiana della gioventù, all'assistenza materiale e spirituale agli anziani e agli ammalati (sia negli ospedali che a domicilio), alla catechesi e all'animazione parrocchiale, al servizio ai poveri e ai senzatetto.
Oltre che negli Stati Uniti d'America, sono presenti in Cina, Corea del Sud e Israele: la sede generalizia è a Chicago.
Al 31 dicembre 2005 l'istituto contava 467 religiose in 87 case.